# Juan Carlos Botero
Juan Carlos Botero Navia es un abogado, profesor universitario de Derecho e investigador colombiano, quien se desempeñó como Director Ejecutivo del Proyecto de Justicia Mundial (World Justice Project) en Washington D. C. y como coautor de los WJP Rule of Law Index y Open Government Index en dicha entidad.

## Indicadores institucionales internacionales
En el Proyecto de Justicia Mundial, Botero lideró el desarrollo de la metodología, la prueba piloto y la implementación del Índice de Estado de Derecho de la mencionada organización. Este trabajo sobre "leximetría" fue controvertido debido a los hallazgos y la supuesta metodología sospechosa, que pretendía mostrar que la legislación laboral efectiva dañaba la productividad económica. Sin embargo, se llevó a cabo una investigación más detallada en la Escuela de Negocios de la Universidad de Cambrigde, mediante la cual se desmintieron esas sospechas y controversias.
Su experiencia previa como investigador en la Universidad de Yale y el Banco Mundial se centró en el desarrollo de indicadores para medir el desempeño de las instituciones legales y judiciales en países de todo el mundo.
Botero es miembro del Consejo de la Agenda Global sobre el Estado de Derecho del Foro Económico Mundial y actualmente se desempeña como miembro del Consejo de la Agenda Global sobre Justicia, y es miembro de los consejos asesores de Citizens for Justice Malawi y The Hague Journal sobre el Imperio de la ley.

## Gobierno colombiano
Botero ha servido al gobierno colombiano mediante el uso de muchas capacidades, incluyendo los cargos de jefe asesor jurídico internacional del Ministerio de Comercio, Industria y Turismo; negociador de comercio internacional y abogado principal del Tratado de Libre Comercio entre Estados Unidos y Colombia. Asimismo, como director de la Oficina de Comercio del Gobierno de Colombia en Washington D. C.
También se desempeñó como miembro del Consejo Consultivo de la Superintendencia de Industria y Comercio y como secretario judicial del Magistrado de la Corte Constitucional Carlos Gaviria Díaz, en la Corte Constitucional de Colombia.

## Carrera académica
De nacionalidad colombiana, Botero tiene una licenciatura en derecho de la Universidad de los Andes, una Maestría en Derecho de la Universidad de Harvard y un Doctorado en Ciencias Jurídicas (SJD) de la Universidad de Georgetown. Ha sido profesor de teoría jurídica y derecho comparado en la Universidad de los Andes en Colombia y la Universidad Privada Boliviana en Bolivia.
También se desempeñó como Director del Instituto de Ciencia Política en Colombia. Sus publicaciones académicas se han centrado en las áreas de estado de derecho, regulación laboral, trabajo infantil y reforma judicial. Es miembro de los colegios de abogados de Colombia y del estado de Nueva York.

## Algunas publicaciones
- WJP Rule of Law Index 2015 (con A. Ponce, J. Martínez y C. Pratt). Washington D. C. The World Justice Project (Proyecto de Justicia Mundial), Junio de 2015.
- WJP Open Government Index 2015 (con A. Ponce, J. Martínez y C. Pratt). Washington D. C. The World Justice Project (Proyecto de Justicia Mundial), Marzo de 2015.
- WJP Rule of Law Index 2014 (con A. Ponce, J. Martínez y C. Pratt). Washington D. C. The World Justice Project, (Proyecto de Justicia Mundial) Marzo de 2015.
- WJP Rule of Law Index 2012-2013 (con M. Agrast, A. Ponce, J. Martínez, y C. Pratt). Washington D. C. The World Justice Project (Proyecto de Justicia Mundial), Noviembre de 2012.
- WJP Rule of Law Index 2011 (con M. Agrast y A. Ponce). Washington D. C. The World Justice Project (Proyecto de Justicia Mundial), Junio de 2011.
- "Access to justice in the United States" Archivado el 6 de marzo de 2022 en Wayback Machine. (con R. Mathews). Virginia Lawyer Magazine, Diciembre de 2010, Vol. 59, No. 5.
- WJP Rule of Law Index 2010 (con M. Agrast y A. Ponce). Washington D. C. The World Justice Project (Proyecto de Justicia Mundial), Octubre de 2010.
- Rule of Law Index 2009 – Report to the World Justice Forum II (con M. Agrast y A. Ponce). Washington D. C. The World Justice Project (Proyecto de Justicia Mundial), Noviembre de 2009.
- "La salud de los niños que trabajan en las calles de las ciudades latinoamericanas: riesgos, lesiones y maltrato infantil" (con AM Pinzón-Rondón, L. Briceño, C. Pinzón-Flórez). Revista Saludarte. Colsubsidio, Colombia. Vol. 6, No. 2. Noviembre de 2008.
- Measuring Adherence to the Rule of Law around the World – Rule of Law Index 2008 (with M. Agrast, A. Ponce, C. Dumas). Washington D. C.  The World Justice Project (Proyecto de Justicia Mundial), julio de 2008.
- "Generalidades del Tratado de Libre Comercio con Estados Unidos." Capítulo en el libro "El TLC y el Derecho de la Distribución Comercial". Universidad Externado de Colombia, Colegio de Abogados de Medellín, Cámara de Comercio de Medellín. Biblioteca Jurídica Diké. Bogotá, 2006.
- "Trabajo Infantil en Calles de Ciudades Latinoamericanas." (con AM Pinzón-Rondón, L Briceño-Ayala, P Cabrera, y MN Rodríguez). Salud Pública Mex. 2006 Sep–Oct;48(5):363-72.
- Manual de Servicios Financieros (con C. Manrique y A. Saba). Bogotá, Nueva Frontera, 1994.
- WJP Rule of Law Index 2011 (con M. Agrast, A. Ponce). Washington D. C. The World Justice Project (Proyecto de Justicia Mundial), junio de 2011.
- "Access to justice in the United States" Archivado el 6 de marzo de 2022 en Wayback Machine. (con R. Mathews). Virginia Lawyer Magazine, diciembre de 2010, Vol. 59, No. 5.
- WJP Rule of Law Index 2010 (con M. Agrast, A. Ponce). Washington D. C. The World Justice Project (Proyecto de Justicia Mundial), octubre de 2010.
- Rule of Law Index 2009 – Report to the World Justice Forum II (con M. Agrast, A. Ponce). Washington D. C. The World Justice Project (Proyecto de Justicia Mundial), noviembre de 2009.
- "La salud de los niños que trabajan en las calles de las ciudades latinoamericanas: riesgos, lesiones y maltrato infantil" (con AM Pinzón-Rondón, L. Briceño, C. Pinzón-Flórez). Revista Saludarte. Colsubsidio, Colombia. Vol. 6, n.º 2, noviembre de 2008.
- Measuring Adherence to the Rule of Law around the World – Rule of Law Index 2008 (con M. Agrast, A. Ponce, C. Dumas). Washington D. C. The World Justice Project (Proyecto de Justicia Mundial), julio de 2008.
- "Generalidades del Tratado de Libre Comercio con Estados Unidos." Capítulo en el libro "El TLC y el Derecho de la Distribución Comercial". Universidad Externado de Colombia, Colegio de Abogados de Medellín, Cámara de Comercio de Medellín. Biblioteca Jurídica Diké. Bogotá, 2006.
- "Trabajo Infantil en Calles de Ciudades Latinoamericanas." (con AM Pinzón-Rondón, L Briceño-Ayala, P Cabrera, and MN Rodríguez). Salud Pública Mex. 2006 Sep–Oct;48(5):363-72.
- Manual de Servicios Financieros (con C. Manrique and A. Saba). Bogotá, Nueva Frontera, 1994.
- "El Estado Robin Hood." Revista Alter Ego. Universidad de los Andes, Facultad de Derecho. Bogotá, 1993.

## Premios
- IX Bienal de Investigación Colsubsidio 2008 (Premio a la investigación en las Américas). Primer lugar. Documento: La salud de los niños que trabajan en las calles de las ciudades latinoamericanas: riesgos, lesiones y maltrato infantil.